# Сумська волость
Сумська волость — адміністративно-територіальна одиниця Сумського повіту Харківської губернії.
На 1862 рік до складу волості входили:
- місто Суми
- село Пришиб
- хутір Ільшевський
- хутір Михайлівський
- хутір Пушкарів
- хутір Довгополов
- хутір Кононенків
- хутір Северіков
- хутір Грищенків
- хутір Ольховиків
- хутір Степаненків
- хутір Стрелічний
- хутір Ніконців
- хутір Ткаченків

Найбільші поселення волості станом на 1914 рік:
- село Лука — 1440 мешканців;
- селище Оболонь — 1210 мешканців;
- село Старе — 2410 мешканців.

Старшиною волості був Козицький Онісій Іванович, волосним писарем — Ворона Степан Григорович, головою волосного суду — Сергієнко Григорій Пилипович.